# Quill (Grimm)
Quill es el cuarto episodio de la segunda temporada de la serie de televisión estadounidense de drama/policíaco/sobrenatural/Fantasía oscura Grimm. El guion principal del episodio fue escrito por el guionista David Simkins, y la dirección general estuvo a cargo de David Straiton. 
El episodio se transmitió originalmente el 3 de septiembre del año 2012 por la cadena de televisión NBC. Mientras que en América Latina el episodio se estrenó el 8 de octubre del mismo año por el canal Unniversal Channel.
En este episodio la seguridad de Portland peligra con la aparición de un misteriosa plaga Wesen que parece estar extendiéndose con suma rapidez. Mientras Nick trata de poner a Hank al corriente con respecto a su verdadera identidad, Juliette por su parte lucha para recordar a su antiguo novio.   

## Argumento
En un día como cualquier otro en Portland, Ryan Gilko, un guardia forestal y un Wesen parecido a un puercoespín recibe un ataque violento de parte de un Reinigen infectado con una misteriosa y rara enfermedad. En un restaurante, Nick pone al corriente a Hank sobre los Wesen y los secretos en la vida de un Grimm, hasta que son llamados para investigar el ataque a Ryan Gilko. Al llegar a la escena del crimen, Nick contempla que el responsable del ataque es un Wesen y se ve obligado a asesinarlo en un acto de defensa propia.  
Mientras tanto, Juliette sigue tratando de recordar a Nick sin mucho éxito. En sus intentos por buscar un objeto que le recuerde a su antiguo novio. Juliette recuerda al extraño mecánico Bud, a quien decide visitar para despejar sus dudas. En la conversación Bud menciona accidentalmente a Nick como un Grimm y comprende demasiado tarde que Julietta nunca estuvo consiente de la verdadera identidad de su novio, por lo que se ve obligado a dejar sola a la veterinaria antes de que la misma empiece a indagar a fondo en el asunto.  
En la comisaría de Portland, Sean Renard recibe una llamada de su contacto en Europa, quien advierte que la familia ha enviado a un Nucklavee tras la llave que está en cuidado del Grimm. Dispuesto a impedir la intervención de su familia en sus intereses, Renard usa sus contactos para hacer pasar al wesen como un fugitivo y para deshacerse de él, les encarga a Nick y Hank atraparlo, esperando que con el tiempo, el Grimm consiga defenderse rápidamente. Según los resultados de la autopsia realizada al fallecido Reinigen/Sr. Stanton, el wesen murió de un rara enfermedad. Hank cree que se podría tratar de un malestar que solo afecta a los Reinigen, lo que levanta ciertas sospechas en Nick. Mientras los dos se van a cumplir la tarea que les encargo Renard, los detectives no notan que están siendo vigilados y perseguidos por el Nucklavee. Nick escudriña en los libros del tráiler de su familia para descubrir sobre la enfermedad. Su búsqueda lo lleva a descubrir la Fluvus Pestilentia, una enfermedad que solo afecta a los Wesen, que se transmite por contacto con fluidos corporales y proviene de animales domésticos, como cerdos. Al poco tiempo Nick comprueba la enfermedad cuando en la investigación del Sr. Stanton, se revela que la esposa de este, La Sra. Stanton era una cuidadora de cerdos. Más tarde en la residencia Stanton, Wu (quien había sido enviado a investigar a la familia sin haber sido advertido del peligro) se ve obligado a asesinar a una infectada y enloquecida Sra. Stanton.     
En la tienda de Rosalee, la Fuchsbau encuentra su negocio destruido como consecuencia de la violenta gata Majique, que tras conseguir escapar de la tienda muere arrollada. En ese momento aparece Monroe, que tras mucho esfuerzo y algunas vacilaciones, por fin reúne el valor para invitarla a un pícnic. Rosalee acepta la oferta gustosa, pero tan pronto los dos se ponen cómodos en el bosque cerca de la ciudad, los wesen reciben un ataque violento del ahora infectado Ryan Gilko. Ambos consiguen escapar por poco e informa del ataque a la policía. A su regreso a la tienda, Rosalee comienza actuar de manera muy atrevida para la confusión de Monroe, quien tras recibir una llamada de Nick sobre la enfermedad, descubre aterrado que su interés amoroso está infectada con la Fluvus Pestilentia. Desesperado y sin muchas opciones, Monroe busca preparar los ingredientes del antídoto para la enfermedad. Nick y Hank traen a la tienda al infectado Ryan Gilko. Sin embargo, en el proceso una infectada Rosalee escapa de la tienda. Nick se ofrece a buscarla y se ve obligado a dejarla fuera de combate para llevarla de regreso. Trabajando juntos, Nick, Hank y Monroe consiguen salvarle la vida a Rosalee y Ryan. Poco después, Rosalee le confiesa sus sentimientos y sus intenciones con el. Mientras en las afueras de la tienda, la escena es contemplada por el Nucklavee, que ya ha identificado a su blanco.

## Elenco
- David Giuntoli como Nick Burkhardt.
- Russell Hornsby como Hank Griffin.
- Bitsie Tulloch como Juliette Silverton.
- Silas Weir Mitchell como Monroe.
- Sasha Roiz como el capitán Renard.
- Bree Turner como Rosalee Calvert
- Reggie Lee como el sargento Wu.

## Producción
La frase tradicional al comienzo del episodio es parte de un pequeño cuento alemán recopilado por los hermanos Grimm llamado "Los mensajes de la muerte." Aunque el resto de la trama del episodio, no presente alguna otra referencia al relato al que debe su frase de apertura. 

### Actuación
La actriz Bree Turner ha declarado que uno de sus procesos favoritos son sus transformaciones en su forma Fuchsbau.  

"Me encanta mi transformación; es tan linda y no es aterradora. Primero, hacemos la escena completa siendo nosotros mismos, y nos dan indicaciones, 'Mueve mas la cabeza. Muevela menos.' Y luego la repetimos con puntos pequeños sobre nuestros rostros. Y luego hacen la escena entera con esa esfera plateado donde mi cabeza [esta ubicada]. Es inexplicable como hacen estas cosas."

Aunque también declaró que lo más difícil son las escenas donde debe hablar en alemán.

"Es un dolor de cabeza total. Tenemos un entrenador de dialecto, pero en mi opinion, quien tiene la última palabra es Silas Weir Mitchell. Es una enciclopedia de información. Silas me dijo que fueron a un evento el año pasado, y alguien de la audiencia penso que hablaba con fluidez el alemán. Ya lo domino mejor por el show, si alguien cree que sé lo que estoy diciendo."

### Guion
El episodio presentó un avance en cuanto a la trama relacionada con Juliette y su búsqueda por recordar a Nick. Además de la querida relación entre Monroe y Rosalee y la subsecuente revelación que tuvo Hank en el episodio anterior.  
En una entrevista a Entertainment Weekly, la actriz Bitsie Tulloch dio detalles importantes sobre el desarrollo de Juliette. 

"Juliette siempre ha tenido su propia manera detectivesca de resolver las cosas. En la primera temporada, era, “¿Que esta pasando con mi novio? ¿Que sucede que no quiere decirme?” Ahora en la segunda temporada, es “¿Quien es esta persona? ¿Que es un grimm?” Y es persistente — no es algo que va a dejar."

En el panel de la Comic-Con de la segunda temporada en el 2012, el creador, productor y escritor de la serie David Greenwalt, comento que hacer que Juliette recupere la memoria y Hank descubriendo el mundo Wesen, están en la lista de prioridades. 

«Haremos que Hank lo descubra. Haremos que Juliette recuerde».
David Greenwalt, en el panel de Grimm en la Comic-Con 2012.

Con respecto a la dinámica de la relación entre Monroe y Rosalee, Bree Turner comento:

"Monroe por fin la invito a salir y fue muy, muy lindo. Se siente un poco tímida por ello, y esta un poco desconcertada de saber lo sorprenderte que es Monroe y lo romántico que es. Debido a su pasado, es un poco aterrador para Rosalee el abrirse y posiblemente romperse el corazón otra vez. Ya vieron a su ex novio llegar la temporada pasada. Claramente había algo muy roto en su relación. Ya vieron lo que paso entre Angelina y Monroe también. Ambos tuvimos relaciones que nos destruyeron, y aqui estamos tratando de hacer algo diferente con alguien más."

### Continuidad
- Juliette vuelve a enterarse de la identidad de Nick como un Grimm, solo que esta vez de parte de un descuido de Bud.
- Monroe y Rosalee comparten su primer beso.
- La familia real envía a un nuevo Wesen debido al fracaso del Mauvais Dentes (The Kiss)

## Recepción

### Audiencia
En el día de su transmisión original en los Estados Unidos por la NBC, el episodio fue visto por un total de 4.620.000 de telespectadores.

### Crítica
El episodio ha recibido críticas mixtas entre los críticos y los fanáticos de la serie.
Emily Rome de Entertainment Weekly, comento lo lindo que le parecía el primer y esperado beso entre Rosalee y Monroe. Además de mostrarse interesada en el pequeño descubrimiento de Juliette en el episodio. "¡Monroe y Rosalee por fin se besaron! Y como las cosas tienden a ir en shows de este género, estaba lejos de ser el momento romántico perfecto. La comida del dúo adorable (y su semibeso) fue interrumpido por un Wesen puercoespín que está infectado con Fluvus Pestilentia, una enfermedad, que como lo descubrió Nick, hace de los Wesen violentamente incontrolables y los cubre de pústulas amarillas (asqueroso ¿no?).
Ahora, en nuestro dilema con la problemática Juliette. Esta sigue sin recordar a Nick, pero sí resulta que puede recordar a la gente hablando sobre Nick. Así que Juliette invita al plomero Eisbiber a tomar el té, y Bud se le escapa un detallito llamando a Nick un Grimm. Maldito seas Grimm por hacernos esperar hasta la próxima semana (sería mejor la semana que viene) para saber lo que sucede cuando Juliette se encuentre con Nick después de este extraño evento".
Kevin McFarland de AV Club le dio al episodio una B en una categoría de la A a la F, explicando: "Quill no es la versión de Grimm de 28 Days Later o Dawn of the dead o cualquier otro apocalipsis, es una plaga simple, esparciéndose en una pequeña población, y que eventualmente termina infectando a uno de los personajes principales, y termina con un rápido remedio aparecido antes del fin del episodio. Nada particular en el frente de la trama, pero no tan importante como el progreso de los personajes, que se desarrolla bastante bien para crear una base de personajes poderosa, lo que le da a la riesgosa trama del episodio una mayor oportunidad de triunfar."